# Ascaric
Pour les articles homonymes, voir Ascaric (homonymie).

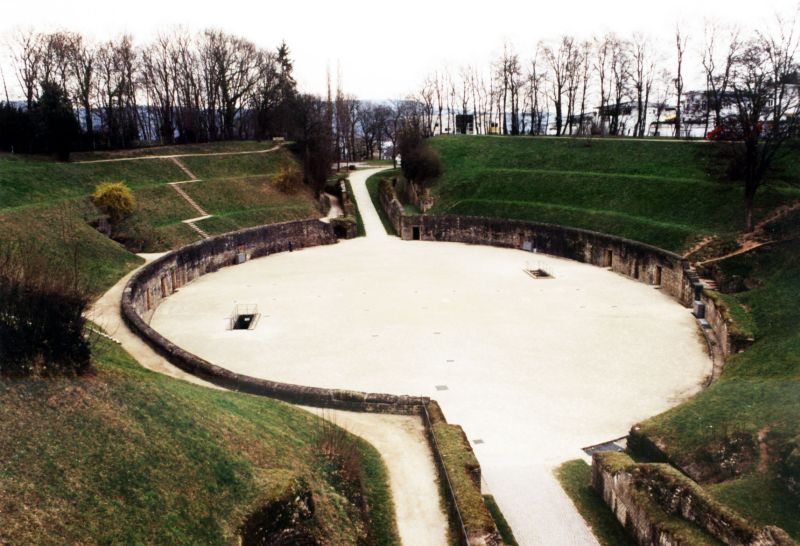
L'amphithéâtre de Trèves

Ascaric (Ascaricus en latin) est un roi franc qui a régné entre la fin du IIIe siècle et le début du IVe.

## Biographie
Depuis qu'ils se sont regroupés en ligue, au milieu du IIIe siècle, les Francs constituent une menace sur le nord de l'Empire romain, en raison des incursions régulières qu'ils effectuent en territoire romain. Au début des années 300, allié à d'autres bandes franques, dont celles de Mérogaise, autre roitelet, il menace l'Empire romain, pillant et saccageant la région du Rhin. Comme ses prédécesseurs Maximien et Constance Chlore, Constantin se charge de les soumettre en pénétrant dans le territoire franc, en face de Cologne. Les Francs sont rapidement battus et capturés en 306. Une partie des captifs sont enrôlés dans l'armée romaine, mais l'empereur désire faire un exemple et livre les deux rois Francs, Ascaric et Mérogaise aux bêtes sauvages dans l'amphithéâtre de Trèves.
Ascaric et Mérogaise, qualifié de « rex » (roi), ne sont probablement que des simples chefs de guerre élus et ou proclamés rois par leurs guerriers, et qui règnent dans la région de Cologne. Le peuple qu'il gouverne est probablement celui des Bructères.

## Sources primaires
- Eumène, Panégyrique de Constantin Auguste (lire en ligne), paragraphe XI.

## Sources secondaires
- Godefroid Kurth, Clovis, Tours, Alfred Mame et fils, 1896, XXIV-630 p. (présentation en ligne, lire en ligne)Réédition : Godefroid Kurth, Clovis, le fondateur, Paris, Tallandier, coll. « Biographie », 2005, préface puis 625 p. (ISBN 2-84734-215-X).
- Michel Rouche, Clovis, Paris, Éditions Fayard, 1996 (ISBN 2-2135-9632-8).